# Open water (aardrijkskunde)
Met open water wordt oppervlaktewater bedoeld zoals waterpartijen die zich buiten in de open lucht bevinden. Het water wordt doorgaans niet kunstmatig verwarmd. Open water kan toebehoren aan de overheid of in privébezit zijn.
Voorbeelden van open water zijn:
- Ven
- Vijver
- Meer
- Zee
- Rivier
- Kanaal
- Fjord
- Haven